# Beuda
Beuda est une commune espagnole de la province de Gérone, en Catalogne, en Espagne dans la comarque de Garrotxa.

## Géographie
commune située dans les Pyrénées